# Lepiota
Lepiota é um género de fungos da ordem Agaricales. Apesar de terem esporos brancos, estão relacionados com os familiares cogumelos de esporos castanhos do género Agaricus. Tipicamente têm aneis nos estipes, os quais, nas espécies maiores, são soltos podendo deslizar para cima e para baixo ao longo do pé. O píleo normalmente tem escamas: as cores do píleo, lamelas e escamas são importantes na determinação exacta da espécies, bem como por vezes o odor.

## Taxonomia
O termo provavelmente deriva do grego antigo λεπις, "escama". O basiónimo é Agaricus sect. Lepiota Pers. 1797, invalidado por uma data inicial mais tardia, portanto é citado como (Pers.) per S.F.Gray. Foi apenas descrito, sem espécies, e abrangia um grupo anteriormente referido, mas não denominado de espécies com anel e sem volva, independentemente da cor dos esporos. O micologista sueco Elias Magnus Fries restringiu o género às espécies de esporos brancos, e tornou-o uma tribo, que tal como Amanita, foi repetidamente elevada à categoria de género.
A espécie-tipo não é clara. L. procera é considerada o tipo por Earle em 1909. Agaricus columbrinus (L. clypeolaria)  foi também sugerida (por Singer, 1946) para evitar as muitas combinações de outro modo envolvidas na divisão de Macrolepiota, que incluem L. procera. Dado que ambas as espécies haviam sido colocadas em géneros diferentes antes da sua selecção (em Leucocoprinus e Mastocephalus respectivamente), Donk observa que uma conservação será provavelmente necessária, expressando apoio à emenda de Singer.

## Toxicidade
No que toca à colheita de cogumelos, este género deve ser evitado pois diversas espécies contêm amanitinas e são altamente tóxicas. Aquelas que se sabe terem causado mortes (ou que as teriam causado sem tratamento médico intensivo) incluem L. josserandi em Nova Iorque em 1986, L. brunneoincarnata na Espanha, e L. helveola.
Anteriormente, as espécies mais familiares eram as espécies maiores, agora colocadas nos géneros Macrolepiota e Chlorophyllum. Contudo, o estatuto destes géneros não é unânime com alguma literatura actual ainda a incluir os membros de Macrolepiota em Lepiota.

## Lista de espécies deLepiota[8]
- Lepiota aspera
- Lepiota babruzalka
- Lepiota bickhamensis
- Lepiota boertmannii
- Lepiota boudieri

- Lepiota brunneoincarnata
- Lepiota brunneolilacea
- Lepiota calcicola
- Lepiota castanea
- Lepiota castaneidisca
- Lepiota cingulum
- Lepiota clypeolaria
- Lepiota coxheadii
- Lepiota cristata
- Lepiota cystophoroides
- Lepiota echinacea
- Lepiota efibulis
- Lepiota erminea
- Lepiota felina
- Lepiota forquignonii
- Lepiota fuscovinacea
- Lepiota glaucophylla
- Lepiota grangei
- Lepiota griseovirens
- Lepiota helveola
- Lepiota hymenoderma
- Lepiota hystrix
- Lepiota ignivolvata
- Lepiota jacobi
- Lepiota lilacea
- Lepiota locquinii
- Lepiota magnispora
- Lepiota medullata
- Lepiota nigromarginata
- Lepiota obscura
- Lepiota ochraceofulva
- Lepiota oreadiformis
- Lepiota parvannulata
- Lepiota perplexa
- Lepiota pseudoasperula
- Lepiota pseudolilacea
- Lepiota subalba
- Lepiota subgracilis
- Lepiota subincarnata
- Lepiota tomentella
- Lepiota xanthophylla